# Boeing New Large Airplane
Il Boeing NLA, o New Large Airplane, era un concetto degli anni '90 per un nuovissimo aereo di linea quadrimotore per il mercato di oltre 500 posti. Un po' più grande del 747, questo aereo aveva un concetto simile al McDonnell Douglas MD-12 e al successivo Airbus A380. Nel 1993, la Boeing scelse di non perseguire lo sviluppo di questo concetto, concentrandosi in seguito invece sul Boeing 747-500X e 600X, quindi su 747X e 747X Stretch e, successivamente, sul Boeing 747-8. I nomi del progetto per questo aereo erano NLA e Boeing 763-246C.

### Sviluppo correlato
- Boeing 747-8

### Aerei di ruolo, configurazione ed epoca comparabili
- Airbus A380
- McDonnell Douglas MD-12
- Sukhoi KR-860